# Nikita Sergejewitsch Kljukin
Nikita Sergejewitsch Kljukin (russisch Никита Сергеевич Клюкин; * 10. November 1989 in Andropow, Russische SFSR; † 7. September 2011 in Tunoschna bei Jaroslawl) war ein russischer Eishockeyspieler, der während seiner Karriere bei Lokomotive Jaroslawl in der Kontinentalen Hockey-Liga unter Vertrag stand.

## Karriere
Nikita Kljukin begann seine Karriere als Eishockeyspieler in seiner Heimatstadt in der Nachwuchsabteilung von Polet Rybinsk. Von dort wechselte er zu Lokomotive Jaroslawl, für dessen zweite Mannschaft er von 2005 bis 2008 in der drittklassigen Perwaja Liga aktiv war. Anschließend gab der Center in der Saison 2008/09 für die Profimannschaft von Lokomotive Jaroslawl in der neu gegründeten Kontinentalen Hockey-Liga. In deren Premierenspielzeit scheiterte er mit Lokomotive erst im Playoff-Finale um den Gagarin Cup mit 3:4-Siegen in der Best-of-Seven-Serie an Ak Bars Kasan. Der Junioren-Nationalspieler selbst erzielte in seinem Rookiejahr in insgesamt 34 Spielen drei Tore und gab fünf Vorlagen.
Ab der Saison 2009/10 war Kljukin Stammspieler im KHL-Team von Lokomotive Jaroslawl, kam jedoch parallel gelegentlich zu Einsätzen für dessen Juniorenmannschaft in der multinationalen Nachwuchsliga Molodjoschnaja Chokkeinaja Liga. Am 7. September 2011 kam er bei einem Flugzeugabsturz bei Jaroslawl ums Leben.

### International
Für Russland nahm Kljukin im Juniorenbereich an der U18-Junioren-Weltmeisterschaft 2007 sowie der U20-Junioren-Weltmeisterschaft 2009 teil. Bei der U18-WM 2007 wurde er mit seiner Mannschaft Weltmeister, zwei Jahre später war er beim Gewinn der Bronzemedaille mit der U20-Nationalmannschaft Assistenzkapitän.

## Erfolge und Auszeichnungen
- 2007 Goldmedaille bei der U18-Junioren-Weltmeisterschaft
- 2009 Bronzemedaille bei der U20-Junioren-Weltmeisterschaft
- 2009 Russischer Vizemeister mit Lokomotive Jaroslawl